# Canton de Mulhouse-Sud
Le canton de Mulhouse-Sud est une ancienne division administrative française, située dans le département du Haut-Rhin, en région Grand Est. Le canton de Mulhouse-Sud faisait partie de la cinquième circonscription du Haut-Rhin.

## Composition
Outre les quartiers sud de Mulhouse, le canton de Mulhouse-Sud regroupait 8 communes :
- Bruebach
- Brunstatt
- Didenheim
- Flaxlanden
- Galfingue
- Heimsbrunn
- Morschwiller-le-Bas
- Mulhouse (quartiers sud) (chef-lieu)
- Zillisheim

## Histoire
Le canton de Mulhouse-Sud a été créé par la loi du 3 juillet 1861.
Le décret du 26 février 1958 le redécoupe, ce qui entraîne la création des cantons de Mulhouse-Ouest et Mulhouse-Est.
Ancien canton de Mulhouse (1833 à 1861) : voir Canton de Mulhouse-Nord.

## Représentation

### Conseillers généraux de 1862 à 1870 et de 1919 à 2015
| Période                                  | Période      | Identité                  | Étiquette       | Qualité |
| ---------------------------------------- | ------------ | ------------------------- | --------------- | --- |
| 1862                                     | 1870         | Jean Dollfus              |                 | Industriel et économiste Directeur de l'entreprise textile Dollfus-Mieg et Compagnie (DMC) Maire de Mulhouse (1863-1869) |
|                                          |              |                           |                 | |
| 1919                                     | 1937         | Auguste Wicky             | SFIO            | Tailleur Maire de Mulhouse (1925-1940)                                                                                   |
| 1937                                     | 1940         | Joseph Féga (1887-1966)   | PDP             | Fabricant biscottier à Mulhouse                                                                                          |
|                                          |              |                           |                 | |
| 1945                                     | 1947 (décès) | Auguste Wicky             | SFIO            | Tailleur Maire de Mulhouse (1925-1940)                                                                                   |
| 30 mars 1947                             | 1951         | Albert Fahrer             | MRP             | Secrétaire général de la fédération MRP du Haut-Rhin, Mulhouse                                                           |
| 1951                                     | 1964         | Joseph Wasmer             | MRP             | Avocat - Député du Haut-Rhin (1945-1958) Adjoint au maire de Mulhouse Président du conseil général du Haut-Rhin (1958)   |
| 1964                                     | 1966 (décès) | Charles Stoessel          | MRP             | Professeur, premier adjoint au maire de Mulhouse Sénateur (1965-1966)                                                    |
| 30 décembre 1966                         | 1985 (décès) | André Erbland (1931-1985) | CD puis UDF-CDS | Enseignant, directeur d'IUT Adjoint au maire de Mulhouse                                                                 |
| 1985                                     | 1988         | André Blum (1926-2015)    | app.RPR         | Professeur d’éducation physique et sportive Maire de Brunstatt                                                           |
| 1988                                     | 1994         | Jean-Paul Wurth           | PS              | Enseignant Maire de Morschwiller-le-Bas (1977-2008)                                                                      |
| 1994                                     | 2015         | Francis Flury             | UDF puis DVD    | Expert-comptable Maire de Brunstatt (1992-2010) Adjoint au maire de Brunstatt (2010-2014)                                |
| Les données manquantes sont à compléter. |              |                           |                 | |

### Conseillers d'arrondissement (de 1862 à 1870 et de 1919 à 1940)
Le canton de Mulhouse Sud avait deux conseillers d'arrondissement. 
| Période                                  | Période | Identité                    | Étiquette                  | Qualité |
| ---------------------------------------- | ------- | --------------------------- | -------------------------- | --- |
| 1919                                     | 1922    | Charles Kuhn                | SFIO puis PC-SFIC puis DVG | Dépositaire de bières à Mulhouse                                                                            |
| 1919                                     | 1922    | Joseph Zipfel               | SFIO                       | Secrétaire de syndicat                                                                                      |
| 1922                                     | 1934    | Joseph Schmidt              | Union nationale            | Maire de Heimsbrunn                                                                                         |
| 1922                                     | 1934    | Ernest Bader                | SFIO                       | Contremaître-chef chez Dollfus-Mieg et Compagnie, Mulhouse                                                  |
| 1934                                     | 1940    | Frédéric Hecky (1874-1946)  | PDP                        | Conseiller municipal de Mulhouse                                                                            |
| 1934                                     | 1940    | Joseph Koelbert (1890-1966) | UPR                        | Agronome, maire de Brunstatt (1922-1987)                                                                    |
| 1940                                     |         |                             |                            | Les conseils d'arrondissement ont été suspendus par la loi du 12 octobre 1940 et n'ont jamais été réactivés |
| Les données manquantes sont à compléter. |         |                             |                            | |